# Clarkinella
Clarkinella är ett släkte av steklar. Clarkinella ingår i familjen bracksteklar.
Kladogram enligt Catalogue of Life:
| Clarkinella | \| \| Clarkinella canadensis \| \| \| \| \| \| Clarkinella edithae \| \| \| \| |
|             | \| \| Clarkinella canadensis \| \| \| \| \| \| Clarkinella edithae \| \| \| \| |
|             | Clarkinella canadensis                                                         |
|             |                                                                                |
|             | Clarkinella edithae                                                            |
|             |                                                                                |